# Govanaki, Badami
Govanaki là một làng thuộc tehsil Badami, huyện Bagalkot, bang Karnataka, Ấn Độ.